# Rico Schmider
Rico Schmider (* 24. Juni 1991 in Offenburg) ist ein deutscher Fußballspieler.

## Karriere
Rico Schmider ist der Sohn des früheren Bundesligaprofis Bernd Schmider. Dieser hatte 1987 seine Spielerkarriere beim Offenburger FV beendet und sich dort niedergelassen. Rico Schmider wuchs im Offenburger Ortsteil Zunsweier auf und spielte als Kind beim OFV. Mit 15 Jahren wechselte er in die Nachwuchsförderung des SC Freiburg. Dort spielte er mit der B- und A-Jugend in der jeweiligen Juniorenbundesliga. 2009 war er Ergänzungsspieler, als die Freiburger U-19 süddeutscher Meister und deutscher Juniorenpokalsieger wurde. Von 2008 bis 2010 besuchte er die Max Weber-Schule in Freiburg. Anfang 2010 wechselte er für ein halbes Jahr in die A-Jugend des Karlsruher SC.
Nach dem Abschluss der Jugendzeit suchte der defensive Mittelfeldspieler eine neue Herausforderung und schloss sich Mitte 2010 Preußen Münster an. Dort gehörte er zuerst, auch wegen einer hartnäckigen Verletzung, nur der zweiten Mannschaft in der Westfalenliga an, bevor er in der Rückrunde auch dreimal in der Regionalligamannschaft zum Einsatz kam. Das Team wurde Meister und Schmiders Vertrag wurde um ein Jahr verlängert. Daneben nahm er ein Wirtschaftsstudium an der Universität Münster auf. Ende 2011 gab er dann sein Debüt in der 3. Liga in den Schlussminuten der Partie gegen den SV Sandhausen. Zu Beginn der Rückrunde folgte sein Startelfdebüt. Insgesamt kam er auf 17 Drittligaeinsätze, ehe er im Sommer 2013 zu Kickers Offenbach in die Regionalliga Südwest wechselte. Beim OFC kam er jedoch nur für die in der Hessenliga spielende Reservemannschaft zum Einsatz.
Daraufhin löste er im Juli 2014 seinen Vertrag in Offenbach wieder auf und kehrte zu seinem Jugendverein Offenburger FV zurück. Im Januar 2015 wechselte Schmider von Offenburg zum westfälischen Bezirksligisten VfL Senden, im Sommer 2016 wurde er von dem Verbandsligisten SV Linx verpflichtet. Rico Schmider wohnt in Offenburg und ist hauptberuflich als Niederlassungsleiter eines Personaldienstleisters tätig. Mit dem SV Linx stieg er 2018 als Verbandsligameister in die Oberliga auf. Nach zwei weiteren Jahren in der Oberliga mit Linx verließ er den Verein 2020 und schloss sich dem Landesligisten SV Stadelhofen an. Als Mannschaftskapitän stieg er mit dem Team im Sommer 2023 als Ligameister in die Verbandsliga auf. Im Anschluss verließ er den Verein jedoch und wechselte zum Landesligisten SV Niederschopfheim.

## Erfolge
- Aufstieg in die 3. Liga 2011 mit Preußen Münster
- Junioren-DFB-Pokalsieger 2009 mit der A-Jugend des SC Freiburg